# Championnats du Laos de cyclisme sur route
Les championnats du Laos de cyclisme sur route sont organisés tous les ans.

## Podiums des championnats masculins

### Course en ligne
| Année | Vainqueur         | Deuxième          | Troisième                 |
| ----- | ----------------- | ----------------- | ------------------------- |
| 2023  | Ariya Phounsavath | Soutisack Vandila | Thavone Phonasa           |
| 2024  | Ariya Phounsavath | Thavone Phonasa   | Fongsamouth Southammavong |
| 2025  | Ariya Phounsavath | Thavone Phonasa   | Khone Douang-Aphay        |

### Contre-la-montre
| Année | Vainqueur         | Deuxième        | Troisième            |
| ----- | ----------------- | --------------- | -------------------- |
| 2023  | Ariya Phounsavath | Thavone Phonasa | Soutisack Vandila    |
| 2024  | Ariya Phounsavath | Thavone Phonasa | Vongviset Sayavong   |
| 2025  | Ariya Phounsavath | Thavone Phonasa | Thanakone Vongdeuane |

### Course en ligne juniors
| Année | Vainqueur              | Deuxième              | Troisième              |
| ----- | ---------------------- | --------------------- | ---------------------- |
| 2023  | Thepphavong Phannavong | Southavilay Apichart  | Douangchanpeng Soksaya |
| 2024  | Thammavong Anouphorng  |                       |                        |
| 2025  | Arphisat Southavilay   | Sakounthong Ladsavong | Salibout Chinnachack   |

### Contre-la-montre juniors
| Année | Vainqueur            | Deuxième               | Troisième                 |
| ----- | -------------------- | ---------------------- | ------------------------- |
| 2023  | Southavilay Apichart | Thepphavong Phannavong | Thammavong Anouphorng     |
| 2024  | Souksavanh Siphakdy  | Thammavong Anouphorng  | Sokxaynha Douangchanpheng |
| 2025  | Arphisat Southavilay | Sakounthong Ladsavong  | Salibout Chinnachack      |